# Coniopteryx delta
Coniopteryx delta är en insektsart som beskrevs av V. Johnson 1981. Coniopteryx delta ingår i släktet Coniopteryx och familjen vaxsländor. Inga underarter finns listade i Catalogue of Life.